# Маркін В'ячеслав Володимирович
Ма́ркін В'ячесла́в Володи́мирович (18 листопада 1969, Багратіоновськ, Калінінградська область, Російська РФСР — 3 травня 2014, Одеса, Україна) — проросійський політик, член Партії регіонів, депутат Одеської обласної ради (2006—2014). Активний учасник одеського Антимайдану взимку-навесні 2014 року, один із організаторів протистоянь в Одесі весною 2014. Загинув після заворушень в Одесі 2 травня 2014 року.

## Життєпис
З 2006 року Маркін був депутатом Одеської обласної ради, входив до складу постійної комісії з питань економіки, промисловості, розвитку підприємництва та регуляторної політики, очолював управління капітального будівництва облдержадміністрації.
Під час політичної кризи в Україні 2013—2014 років відкрито підтримував представників Антимайдану. Після побиття журналістів біля будівлі Одеської ОДА 19 лютого 2014 року кепкував з постраждалих та виказував підтримку «тітушкам». Наприкінці квітня того ж року Маркін виступив у ролі представника активістів Куликового поля, що вимагали надання автономії «південному регіону».
3 травня 2014 року прес-служба облради повідомила, що В'ячеслав Маркін помер близько 4 години ночі після масових протистоянь в Одесі 2 травня. 3 травня в будівлі обласної ради відбулася громадянська панахида. Причина смерті, яка була названа — «пошкодження внутрішніх органів унаслідок падіння, ускладнені хронічною хворобою».